# Gastón Verón
Gastón Verón, né le 23 avril 2001 à Puerto Vilelas en Argentine, est un footballeur argentin qui évolue au poste d'avant-centre au Club Atlético Central Córdoba en prêt d'Argentinos Juniors.

## Biographie

### En club
Né à Puerto Vilelas en Argentine, Gastón Verón est formé par l'Argentinos Juniors. C'est avec ce club qu'il fait ses débuts en professionnel, jouant son premier match le 28 janvier 2018, à l'occasion d'une rencontre de championnat face au CA San Martín. Il entre en jeu à la place de Lucas Barrios et son équipe s'impose par deux buts à zéro. Il inscrit son premier but en professionnel le 1er septembre 2018 face au CA Lanús, en championnat. Il participe ainsi à la victoire des siens par deux buts à zéro.
Le 21 septembre 2020, Gastón Verón est prêté à l'Estudiantes de Buenos Aires.
De retour à l'Argentinos Juniors, il prolonge son contrat le 9 juillet 2021, étant alors lié au club jusqu'en décembre 2023.
Verón joue son premier match de Copa Libertadores le 5 avril 2023 contre l'Independiente del Valle. Il est titularisé et son équipe s'impose par un but à zéro.

### En sélection
En janvier 2019, Gastón Verón est convoqué avec l'équipe d'Argentine des moins de 18 ans.